# Shedoepistenia noyesi
Shedoepistenia noyesi är en stekelart som beskrevs av Gibson 2003. Shedoepistenia noyesi ingår i släktet Shedoepistenia och familjen puppglanssteklar.
Artens utbredningsområde är:
- Costa Rica.
- Nicaragua.

Inga underarter finns listade i Catalogue of Life.